# Noyant-de-Touraine
Noyant-de-Touraine település Franciaországban, Indre-et-Loire megyében. Lakosainak száma 1170 fő (2022. január 1.). Noyant-de-Touraine Pouzay, Saint-Épain és Sainte-Maure-de-Touraine községekkel határos.

## Népesség
A település népességének változása:
| Lakosok száma | 570  | 564  | 622  | 815  | 1129 | 1206 | 1215 | 1183 | 1179 | 1170 |
|               | 1968 | 1982 | 1990 | 2006 | 2013 | 2015 | 2017 | 2019 | 2020 | 2022 |